# Knezovljani
Knezovljani falu Horvátországban, a Sziszek-Monoszló megyében. Közigazgatásilag Donji Kukuruzari községhez tartozik.

## Fekvése
Sziszek városától légvonalban 20, közúton 29 km-re délre, községközpontjától 7 km-re északnyugatra, a Zágrábot Hrvatska Kostajnicával összekötő 30-as számú főút mentén, a Samarica-hegység (Šamarica gora) északi szélén, a Sunja-folyótól északra, a Brebrovna-patak partján fekszik.

## Története
A település neve már 1240-ben felbukkan „terra Kenezpola” alakban. 1268-ban személynévben „de Kenezapola”, 1322-ben „Knezapola”, 1370-ben „possessio Kenezapolla” néven szerepel a korabeli forrásokban. A török támadások ereje a 16. század közepén tovább fokozódott. Ezek útjában két jelentősebb vár állt a község területén, Prevršac és Komogovina. A közeli Kostajnica vára már 1556-ban elesett, majd az 1577-es és 1578-as évek nagy harcaiban az egész térség török kézre került. Az 1683 és 1699 között zajlott felszabadító harcokat a karlócai béke zárta le, melynek eredményeként a török határ az Una folyóhoz került vissza. 
Az első pravoszláv népesség 1690 körül érkezett. Ők Boszniából a bosanska dubicai moštanicai monostor szerzeteseivel és Ljubojević Atanáz metropolita vezetésével érkeztek és megalapították a közeli komogovinai pravoszláv kolostort. 1696-ban a szábor a bánt tette meg a Kulpa és az Una közötti határvédő erők parancsnokává, melyet hosszas huzavona után 1704-ben a bécsi udvar is elfogadott. Ezzel létrejött a Báni végvidék, horvátul Banovina, vagy Banja. Az osztrák generálisok azonban védelmi célból a Zrínyi-hegység vidékére a török határövezetből érkezett pravoszláv katonákat, köznevükön martalócokat telepítettek be azokat, akik korábban török szolgálatban éppen a horvát falvak és városok fosztogatását végezték. Ekkor már nemcsak a határövezetből, hanem Hercegovina, Nyugat-Szerbia, Montenegró, Koszovó és Metohija, valamint Bosznia más vidékeiről is számos szerb család érkezett. Ezzel e vidék etnikai összetétele véglegesen megváltozott. 
A falvak legnagyobb része a 18. század elején és közepén alakult ki. Fejlődésük a 18. század második felében Károlyvárosból Glinán és Petrinyán át Kostajnicára menő főút megépítésének és a forgalom újbóli megindulásának köszönhető. A falu 1773-ban az első katonai felmérés térképén még a szomszédos Borojevići részeként szerepel. Lipszky János 1808-ban Budán kiadott repertóriumában „Knezovlyani” a neve.  Nagy Lajos 1829-ben kiadott művében ugyancsak „Knezovlyani” néven 76 házzal és 380 lakossal szerepel. A Petrinya központú második báni ezredhez tartozott. 1857-ben 231, 1910-ben 296 lakosa volt. A katonai közigazgatás megszüntetése után Zágráb vármegye részeként a Petrinyai járáshoz tartozott. 1918-ban az új szerb-horvát-szlovén állam, majd később Jugoszlávia része lett. 
Különösen nehéz időszakot élt át a térség lakossága a II. világháború alatt. 1941-ben a németbarát Független Horvát Állam része lett, de már az év június 22-én megalakult a környékbeli szerbekből az első partizánosztag, mely egészen az 1945-ös végső győzelemig harcolt az usztasák, a csetnikek és a horvát katonai alakulatok, valamint a német megszállók ellen. Az usztasa egységek megtorlásul az otthon maradottak közül sokakat megöltek, másokat koncentrációs táborokba hurcoltak. A délszláv háború előtt lakosságának 97%-a szerb nemzetiségű volt. 1991. június 25-én a független Horvátország része lett. A délszláv háború idején szerb lakossága a szerb erőkhöz csatlakozott. A Krajinai Szerb Köztársasághoz tartozott. A falut 1995. augusztus 7-én a Vihar hadművelettel foglalta vissza a horvát hadsereg. A szerb lakosság többsége elmenekült és helyükre a boszniai Szávamentéről, Közép-Boszniából és Banja Luka környékéről horvát lakosság érkezett. A településnek 2011-ben 81 lakosa volt.

## Népesség
| Lakosság változása | Lakosság változása | Lakosság változása | Lakosság változása | Lakosság változása | Lakosság változása | Lakosság változása | Lakosság változása | Lakosság változása | Lakosság változása | Lakosság változása | Lakosság változása | Lakosság változása | Lakosság változása | Lakosság változása | Lakosság változása |
| ------------------ | ------------------ | ------------------ | ------------------ | ------------------ | ------------------ | ------------------ | ------------------ | ------------------ | ------------------ | ------------------ | ------------------ | ------------------ | ------------------ | ------------------ | ------------------ |
| 1857               | 1869               | 1880               | 1890               | 1900               | 1910               | 1921               | 1931               | 1948               | 1953               | 1961               | 1971               | 1981               | 1991               | 2001               | 2011               |
| 231                | 205                | 199                | 262                | 302                | 296                | 292                | 318                | 249                | 249                | 248                | 209                | 169                | 177                | 79                 | 81                 |